# Webber Douglas Academy of Dramatic Art

La Webber Douglas Academy of Dramatic Art (Académie d'art dramatique Douglas Webber) est une ancienne école britannique de chant et d'art dramatique créée à Londres en 1926 et incorporée depuis 2006 au sein de la Central School of Speech and Drama. 

## Historique
L'école est fondée en 1926 dans le quartier de South Kensington par le chanteur d'opéra Walter Johnstone Douglas (1886-1972) et la pianiste Amherst Webber (1867-1946) sous le nom de Webber Douglas School of Singing, en lien avec une école de chant créée en 1906 à Paris par le chanteur d'opéra Jean de Reszke. 
En 1932, une formation théâtrale complète est ajoutée au programme d'études et l'école est rebaptisée Webber Douglas School of Singing and Dramatic Art.

## Élèves célèbres
- Daniel Ainsleigh
- Martin Ball
- Steven Berkoff
- Omar Berdouni (en)
- Hugh Bonneville
- Jade Capstick
- Emma Chambers
- Shelley Conn
- Nicholas Courtney
- Brian Deacon
- Michael Denison
- Minnie Driver
- Julian Fellowes
- Hugh Fraser
- Ruth Gemmell
- Matthew Goode
- Stewart Granger
- Dulcie Gray
- Eva Green
- Jill Halfpenny
- Laurie Holden
- Daniel Hyde
- Sue Johnston
- Penelope Keith
- Ross Kemp
- Angela Lansbury
- Rula Lenska
- Julia Ormond
- Julian Ovenden
- Katy Manning
- Eva Pope
- Sally Rogers
- Amanda Root
- Antony Sher
- Guy Siner
- Donald Sinden
- Sam Spedding
- Terence Stamp
- Natalie Dormer